# Władysław Dębski
Władysław Dębski (21. ledna 1863 Vynnyky – 10. listopadu 1920 Varšava) byl rakouský soudce a politik polské národnosti z Haliče, na počátku 20. století poslanec Říšské rady, v poválečném období poslanec polského Sejmu.

## Biografie
Vystudoval gymnázium v Zoločivě. V letech 1881–1887 studoval práva na Lvovské univerzitě. Závěrečné zkoušky složil na Jagellonské univerzitě. V letech 1889–1896 byl praktikantem u soudu v Zoločivě. Roku 1896 se stal soudním adjunktem v Obertynu. V letech 1897–1905 působil v soudnictví v Zoločivě. V letech 1905–1913 pak zastával post rady zemského soudu v Sambiru, poté rady vrchního zemského soudu v Zoločivě. V době svého působení v parlamentu je profesně uváděn jako rada zemského soudu v Zoločivě.
Spoluzakládal pobočku organizace Sokol. Zasedal v městské radě v Zoločivě. Od roku 1905 patřil do Národně demokratické strany, která byla ideologicky napojena na politický směr Endecja. Byl členem stranického vedení.
Působil také coby poslanec Říšské rady (celostátního parlamentu Předlitavska), kam usedl v doplňovacích volbách do Říšské rady roku 1907, konaných podle všeobecného a rovného volebního práva. Byl zvolen za obvod Halič 63. Nastoupil poté, co rezignoval Kazimierz Obertyński. Slib složil 8. listopadu 1907. Mandát obhájil i ve volbách do Říšské rady roku 1911.
V roce 1907 je řazen mezi polské národní demokraty. Po volbách roku 1907 i 1911 byl na Říšské radě členem poslaneckého Polského klubu.
V roce 1918 se podílel na založení prozatímního vládního výboru ve Lvově. V letech 1919–1920 zasedal v polském Sejmu (ústavodárný sejm), kde byl členem klubu politické strany Związek Ludowo-Narodowy. Zemřel náhle v roce 1920 po návratu ze schůze senátu.